# روغن‌ماهی‌سانان
روغن‌ماهی‌سانان (نام علمی: Gadiformes) نام یک راسته از رده پرتوبالگان است.